# Czyżiwka (obwód czernihowski)
Czyżiwka (ukr. Чижівка) – wieś na Ukrainie, w obwodzie czernihowskim, w rejonie ripkynskim, nad Atkylnią. W 2001 roku liczyła 67 mieszkańców.